# クリフォード代数
数学において、クリフォード代数 (クリフォードだいすう、英: Clifford algebra) は結合多元環の一種である。K-代数として、それらは実数、複素数、四元数、そしていくつかの他の超複素数系を一般化する。クリフォード代数の理論は二次形式と直交変換の理論と密接な関係がある。クリフォード代数は幾何学、理論物理学、デジタル画像処理を含む種々の分野において重要な応用を持つ。イギリス人幾何学者ウィリアム・キングドン・クリフォードにちなんだ名称である。
最もよく知られたクリフォード代数、あるいは直交クリフォード代数 (ちょっこうクリフォードだいすう、英: orthogonal Clifford algebra) は、リーマンクリフォード代数 (リーマンクリフォードだいすう、英: Riemannian Clifford algebra) とも呼ばれる:83。

## 導入と基本的性質
クリフォード代数は二次形式 Q を伴った体 K 上のベクトル空間 V を含み，それによって生成される単位的結合多元環である。クリフォード代数 Cℓ(V, Q) は次の条件を満たす V から生成される「最も自由な」代数である：
{\displaystyle v^{2}=Q(v)1\quad (\forall v\in V),}
ただし左辺の積はクリフォード代数としての積であり、1 は乗法単位元である。
クリフォード代数の定義は「裸の」(bare) K-代数よりも多くの構造をそれに与える： 特にそれは V に同型な特定の、あるいは特別に選ばれた部分空間を持つ。そのような部分空間はクリフォード代数に同型な K-代数のみが与えられても一般には一意には決まらない。
基礎体 K の標数が 2 でなければ、この基本関係式を次の形に書き直すことができる：
{\displaystyle uv+vu=2\langle u,v\rangle 1\quad (\forall u,v\in V),}
ただし
{\displaystyle \langle u,v\rangle ={\frac {1}{2}}(Q(u+v)-Q(u)-Q(v))}
は極化恒等式(polarization identity)によって Q と結びついた対称双線型形式である。この関係式を満たす「最も自由な」 (freest) あるいは「最も一般」 (most general) な代数であることのアイデアは普遍性の概念を通じて下記でされるように正式に表現できる。
標数 2 の場合の二次形式とクリフォード代数は例外的な場合になる。特に、char(K) = 2 であれば、二次形式が対称双線型形式を決定すること、あるいはすべての二次形式が直交基底を持つということは正しくない。この記事のステートメントの多くは標数が 2 でないという条件を含み、条件が除かれると誤りである。

### 外積代数の量子化として
クリフォード代数は外積代数と近い関係にある。実は、Q = 0 であればクリフォード代数 Cℓ(V, Q) はちょうど外積代数 ⋀(V) になる。零ではない Q に対して基礎体 K の標数が 2 でないときにはいつでも ⋀(V) と Cℓ(V, Q) の間の自然な「線型」同型が存在する。つまり、それらはベクトル空間として自然に同型であるが、異なる乗法を与える（標数 2 の場合にはそれらはなおベクトル空間として同型であるが、自然にではない）。指定された部分空間とクリフォード乗法を合わせたものはその内容が外積代数にくらべるて真により豊かである、なぜならば Q がもたらす追加の情報を使うからである。
より正確には、ワイル代数が対称代数の量子化であるのと同じ方法で、クリフォード代数は外積代数の量子化（cf. 量子群）であると考えることができる。
ワイル代数とクリフォード代数ではさらに *-環という構造を持ち、CCR and CAR algebras において議論されているように、超代数の偶項と奇項として統一できる。

## 普遍的な性質と構成
V を体 K 上のベクトル空間とし、Q: V → K を V 上の二次形式とする。興味のあるたいていのケースでは体 K は実数体 R か複素数体 C か有限体である。
クリフォード代数 Cℓ(V, Q) は次の普遍性によって定義されるすべての v ∈ V に対して i(v)2 = Q(v)1 を満たす線型写像 i : V → Cℓ(V, Q) を伴った K 上の単位的結合多元環である： K 上の任意の結合代数 A と
j(v)2 ≔ Q(v)1A (∀v ∈ V)

（ただし 1A は A の乗法単位元を表す）なる任意の線型写像 j : V →  A が与えられると、次の図式が交換する一意的な多元環準同型 f : Cℓ(V, Q) → A （すなわち f ∘ i = j）が存在する：
（標数≠2 において）Q の代わりに対称双線型形式 ⟨·,·⟩ で考えると、j に対する要求は次のようになる。
{\displaystyle j(v)j(w)+j(w)j(v)=2\langle v,w\rangle 1_{A}\quad (\forall v,w\in V).}
上で記述された性質をもつクリフォード代数はつねに存在して次のように構成できる： V を含む最も一般的な代数、すなわちテンソル代数 T(V) で始め、それから適切な商を取ることによって基本関係式が成り立つようにする。この場合
{\displaystyle v\otimes v-Q(v)1\quad (\forall v\in V)}
の形のすべての元によって生成された T(V) の両側イデアル IQ を取り除くために、Cℓ(V, Q) を商代数
Cℓ(V, Q) ≔ T(V) / IQ
として定義する。この商によって継承される環の積はときどきクリフォード積 (Clifford product) と呼ばれ 外積やスカラー積などとは別のものとして区別される。
すると Cℓ(V, Q) は V を含みかつ上の普遍性質を満たすことが直ちに示せてそのことから Cℓ は同型を除いて一意に決まる； われわれが "the" Clifford algebra Cℓ(V, Q) というときはそのような意味である。この構成から i が単射であることも従う。通常は V を Cℓ(V, Q) の部分線型空間であるように考えて i を書かずに省く。
上記のようなクリフォード代数の普遍的な特徴づけは Cℓ(V, Q) の構成が事実上関手的であることを示している。すなわち、Cℓ は二次形式を持ったベクトル空間の圏（射は二次形式を保つ線型写像）から結合代数への関手と考えることができる。普遍性は（二次形式を保つ）ベクトル空間の間の線型写像を結合クリフォード代数の間の代数準同型として一意に拡張できることを保証する。

## 基底と次元
ベクトル空間V の体 K 上の次元が n であり {e1, …, en} が (V, Q) の直交基底であれば、
クリフォード代数 Cℓ(V, Q) は K 上自由でその基底（の 1 つ）は以下で与えられる。
{\displaystyle \{e_{i_{1}}e_{i_{2}}\cdots e_{i_{k}}\mid 1\leq i_{1}<i_{2}<\cdots <i_{k}\leq n{\text{ and }}0\leq k\leq n\}}.
空積 (k = 0) は代数の乗法の単位元として定義される。k の各値に対して {\displaystyle {}_{n}C_{k}} 個の基底元が存在する、したがってクリフォード代数の総次元は
{\displaystyle \dim C\ell (V,Q)=\sum _{k=0}^{n}{\begin{pmatrix}n\\k\end{pmatrix}}=2^{n}.}
V は二次形式を伴っているので、V の 特別な基底として直交基底を選べる。直交基底 は
{\displaystyle \langle e_{i},e_{j}\rangle =0} for {\displaystyle i\neq j}, and {\displaystyle \langle e_{i},e_{i}\rangle =Q(e_{i})\,}
であるような基底である。ただし ⟨-, -⟩ は Q に伴う対称双線型形式である。基本クリフォード関係式とはこの直交基底に対する積が
{\displaystyle e_{i}e_{j}=-e_{j}e_{i}{\text{ for }}i\neq j,{\text{ and }}e_{i}^{2}=Q(e_{i})\,}
であることを意味している。このことにより直交基底ベクトルの扱いは極めて簡単になる。V の相異なる直交基底ベクトルの積 {\displaystyle e_{i_{1}}e_{i_{2}}\cdots e_{i_{k}}} が与えられたとき、それを基底の添字が標準の順序になるように並べ替えることは、それに必要な二元ごとの入れ替えの回数により決まる符号（すなわち整列させるための置換の符号）を付ければできる。

## 例： 実および複素のクリフォード代数
最も重要なクリフォード代数は非退化2次形式を備えた実および複素ベクトル空間上のものである。
代数 Cℓp,q(R) と Cℓn(C) の各々は A あるいは A ⊕ A に同型である、ただし A は成分が R, C あるいは H から来る全行列環、ということが明らかになる。これらの代数の完全な分類はクリフォード代数の分類を見よ。

### 実係数の場合
実クリフォード代数の幾何学的な解釈は幾何代数として知られている。
有限次元実ベクトル空間上のすべての非退化2次形式は標準対角形式
{\displaystyle Q(v)=v_{1}^{2}+\cdots +v_{p}^{2}-v_{p+1}^{2}-\cdots -v_{p+q}^{2}}
に同値である、ただし n = p + q はベクトル空間の次元である。整数の組 (p, q) は二次形式の符号数と呼ばれる。この二次形式を持った実ベクトル空間はしばしば Rp,q と表記される。Rp,q 上のクリフォード代数は Cℓp,q(R) と表記される。記号 Cℓn(R) は著者が正定値と不定値の空間どちらを好むかによって Cℓn,0(R) あるいは Cℓ0,n(R) を意味する。
Rp,q の標準正規直交基底 (ei) は互いに直交する n = p + q 個のベクトルからなり、そのうち p 個はノルム +1 を持ち、q 個はノルム −1 を持つ。代数 Cℓp,q(R) は従って平方して +1 になる p 個のベクトルと平方して −1 になる q 個のベクトルを持つ。
Cℓ0,0(R) は自然に R に同型であることに注意する。0 でないベクトルはないからである。Cℓ0,1(R) は平方して −1 になるただ 1 つのベクトル e1 によって生成される 2 次元の代数なので複素数体 C に同型である。代数 Cℓ0,2(R) は {1, e1, e2, e1e2} によって張られる 4 次元の代数である。後ろ 3 つの元は平方して −1 になりすべて反交換するので、代数は四元数体 H に同型である。Cℓ0,3(R) は 分解型双四元数と呼ばれる直和 H ⊕ H に同型な 8 次元の代数である。

### 複素係数の場合
複素ベクトル空間上でもクリフォード代数を考えることができる。複素ベクトル空間上のすべての非退化二次形式は標準対角形式
{\displaystyle Q(z)=z_{1}^{2}+z_{2}^{2}+\cdots +z_{n}^{2}}
ただし n = dim V、に同型を除いて同値であり、したがって各次元 n に対してただ1つの非退化なクリフォード代数が存在する。標準二次形式を持った Cn 上のクリフォード代数を Cℓn(C) と表記しよう。
最初のいくつかの場合の計算は難しくはなくて
Cℓ0(C) ≅ C: 複素数体
Cℓ1(C) ≅ C ⊕ C: 双複素数環
Cℓ2(C) ≅ M(2, C): 双四元数環
であることがわかる、ただし M(n, C) は C 上 n×n 行列の代数を表す。

## 例：四元数と双対四元数の構成

### 四元数
このセクションにおいて、ハミルトンの四元数がクリフォード代数 Cℓ0,3(R) の偶部分代数として構成される。
ベクトル空間 V を実 3 次元空間 R3 とし、二次形式 Q を通常のユークリッド計量から入れる。すると、二次形式あるいはスカラー積は v, w ∈ R3 に対して
{\displaystyle \mathbf {v} \cdot \mathbf {w} =v_{1}w_{1}+v_{2}w_{2}+v_{3}w_{3}.}
となる。いま次式で与えられるベクトル v と w のクリフォード積を導入する
{\displaystyle \mathbf {v} \mathbf {w} +\mathbf {w} \mathbf {v} =-2(\mathbf {v} \cdot \mathbf {w} ).\!}
この定式化は負の符号を用いることで四元数との対応を示すことを容易にしている。
R3 の直交単位ベクトルの集合を e1, e2, e3 として表記すると、クリフォード積は関係
{\displaystyle \mathbf {e} _{2}\mathbf {e} _{3}=-\mathbf {e} _{3}\mathbf {e} _{2},\,\,\,\mathbf {e} _{3}\mathbf {e} _{1}=-\mathbf {e} _{1}\mathbf {e} _{3},\,\,\,\mathbf {e} _{1}\mathbf {e} _{2}=-\mathbf {e} _{2}\mathbf {e} _{1},\!}
および
{\displaystyle \mathbf {e} _{1}^{2}=\mathbf {e} _{2}^{2}=\mathbf {e} _{3}^{2}=-1\!}
を生み出す。クリフォード代数 Cℓ0,3(R) の一般の元は
{\displaystyle A=a_{0}+a_{1}\mathbf {e} _{1}+a_{2}\mathbf {e} _{2}+a_{3}\mathbf {e} _{3}+a_{4}\mathbf {e} _{2}\mathbf {e} _{3}+a_{5}\mathbf {e} _{3}\mathbf {e} _{1}+a_{6}\mathbf {e} _{1}\mathbf {e} _{2}+a_{7}\mathbf {e} _{1}\mathbf {e} _{2}\mathbf {e} _{3}\!}
によって与えられる。
Cℓ0,3(R) の偶次数元の線型結合は一般元
{\displaystyle Q=q_{0}+q_{1}\mathbf {e} _{2}\mathbf {e} _{3}+q_{2}\mathbf {e} _{3}\mathbf {e} _{1}+q_{3}\mathbf {e} _{1}\mathbf {e} _{2}\!}
とともに Cℓ 0
0,3 (R) の偶部分代数を定義する。基底元は四元数基底元 i, j, k と
{\displaystyle i=\mathbf {e} _{2}\mathbf {e} _{3},j=\mathbf {e} _{3}\mathbf {e} _{1},k=\mathbf {e} _{1}\mathbf {e} _{2}}
として同一視することができ、これは偶部分代数 Cℓ 0
0,3 (R) はハミルトンの実四元数代数であることを示している。
これを見るには、
{\displaystyle i^{2}=(\mathbf {e} _{2}\mathbf {e} _{3})^{2}=\mathbf {e} _{2}\mathbf {e} _{3}\mathbf {e} _{2}\mathbf {e} _{3}=-\mathbf {e} _{2}\mathbf {e} _{2}\mathbf {e} _{3}\mathbf {e} _{3}=-1,\!}
と
{\displaystyle ij=\mathbf {e} _{2}\mathbf {e} _{3}\mathbf {e} _{3}\mathbf {e} _{1}=-\mathbf {e} _{2}\mathbf {e} _{1}=\mathbf {e} _{1}\mathbf {e} _{2}=k\!}
を計算する。最後に、
{\displaystyle ijk=\mathbf {e} _{2}\mathbf {e} _{3}\mathbf {e} _{3}\mathbf {e} _{1}\mathbf {e} _{1}\mathbf {e} _{2}=-1.\!}

### 双対四元数
このセクションにおいて、双対四元数が退化二次形式を持った実四次元空間の偶クリフォード代数として構成される。
ベクトル空間 V を実四次元空間 R4 とし、二次形式 Q を R3 上のユークリッド距離から入る退化形式とする。v, w ∈ R4 に対して、退化双線型形式
{\displaystyle d(\mathbf {v} ,\mathbf {w} )=v_{1}w_{1}+v_{2}w_{2}+v_{3}w_{3}.}
を導入する。この退化スカラー積は R4 における距離測定を R3 の超平面に全射で射影する。
ベクトル v と w のクリフォード積は
{\displaystyle \mathbf {v} \mathbf {w} +\mathbf {w} \mathbf {v} =-2\,d(\mathbf {v} ,\mathbf {w} )\!}
によって与えられる。負号は四元数との対応を簡単にするために導入していることに注意しよう。
R4 の直交単位ベクトルの集合を e1, e2,  e3, e4 として表記すると、クリフォード積は関係
{\displaystyle \mathbf {e} _{m}\mathbf {e} _{n}=-\mathbf {e} _{n}\mathbf {e} _{m},\,\,\,m\neq n,\!}
と
{\displaystyle \mathbf {e} _{1}^{2}=\mathbf {e} _{2}^{2}=\mathbf {e} _{3}^{2}=-1,\,\,\mathbf {e} _{4}^{2}=0\!}
を生み出す。
クリフォード代数 Cℓ(R4,d) の一般元は 16 個の成分を持つ。偶次数付けられた元の線型結合は次の形の一般元を持った偶部分代数 Cℓ0(R4,d)  を定義する
{\displaystyle H=h_{0}+h_{1}\mathbf {e} _{2}\mathbf {e} _{3}+h_{2}\mathbf {e} _{3}\mathbf {e} _{1}+h_{3}\mathbf {e} _{1}\mathbf {e} _{2}+h_{4}\mathbf {e} _{4}\mathbf {e} _{1}+h_{5}\mathbf {e} _{4}\mathbf {e} _{2}+h_{6}\mathbf {e} _{4}\mathbf {e} _{3}+h_{7}\mathbf {e} _{1}\mathbf {e} _{2}\mathbf {e} _{3}\mathbf {e} _{4}.\!}
基底元は四元数基底元 i, j, k と双対単位 ε と
{\displaystyle i=\mathbf {e} _{2}\mathbf {e} _{3},j=\mathbf {e} _{3}\mathbf {e} _{1},k=\mathbf {e} _{1}\mathbf {e} _{2},\,\,\varepsilon =\mathbf {e} _{1}\mathbf {e} _{2}\mathbf {e} _{3}\mathbf {e} _{4}\!}
として同一視できる。これは Cℓ 0
0,3,1 (R) の双対四元数代数との対応を提供する。
これを見るには、次式を計算する
{\displaystyle \varepsilon ^{2}=(\mathbf {e} _{1}\mathbf {e} _{2}\mathbf {e} _{3}\mathbf {e} _{4})^{2}=\mathbf {e} _{1}\mathbf {e} _{2}\mathbf {e} _{3}\mathbf {e} _{4}\mathbf {e} _{1}\mathbf {e} _{2}\mathbf {e} _{3}\mathbf {e} _{4}=-\mathbf {e} _{1}\mathbf {e} _{2}\mathbf {e} _{3}(\mathbf {e} _{4}\mathbf {e} _{4})\mathbf {e} _{1}\mathbf {e} _{2}\mathbf {e} _{3}=0,\!}
と
{\displaystyle \varepsilon i=(\mathbf {e} _{1}\mathbf {e} _{2}\mathbf {e} _{3}\mathbf {e} _{4})\mathbf {e} _{2}\mathbf {e} _{3}=\mathbf {e} _{1}\mathbf {e} _{2}\mathbf {e} _{3}\mathbf {e} _{4}\mathbf {e} _{2}\mathbf {e} _{3}=\mathbf {e} _{2}\mathbf {e} _{3}(\mathbf {e} _{1}\mathbf {e} _{2}\mathbf {e} _{3}\mathbf {e} _{4})=i\varepsilon .\!}
e1 と e4 の交換は偶数回符号を交代し、双対単位 ε が四元数基底元 i, j, k と交換することを示す。

## 性質

### 外積代数との関係
ベクトル空間 V が与えられると外積代数 ⋀(V) を構成でき、その次元は V 上のどんな二次形式からも独立である。K が標数 2 でなければ ⋀(V) と Cℓ(V, Q) の間にベクトル空間として考えて自然な同型が存在する（そして標数が 2 でない場合には自然でないかもしれない同型が存在する）ということが判明する。これが代数同型であることと Q = 0 は同値である。したがってクリフォード代数 Cℓ(V, Q) を Q に依存した積で V 上の外積代数を豊かにしたもの（あるいはより正確には、量子化、 cf. 導入）と考えることができる（外積はなお Q とは独立に定義できる）。
同型を確立する最も易しい方法は V の直交基底 {ei} をとりそれを上で述べられたように Cℓ(V, Q) の基底に拡張することである。写像 Cℓ(V, Q) → ⋀(V) は
{\displaystyle e_{i_{1}}e_{i_{2}}\cdots e_{i_{k}}\mapsto e_{i_{1}}\wedge e_{i_{2}}\wedge \cdots \wedge e_{i_{k}}}
によって決定される。これは基底 {ei} が直交しているときにのみうまくいくことに注意しよう。この写像は直交基底の選択とは独立であり従って自然同型を与えることを示すことができる。
K の標数が 0 であれば、反対称化によっても同型を確立できる。関数 fk: V × ⋯ × V → Cℓ(V, Q) を
{\displaystyle f_{k}(v_{1},\cdots ,v_{k})={\frac {1}{k!}}\sum _{\sigma \in S_{k}}{\rm {sgn}}(\sigma )\,v_{\sigma (1)}\cdots v_{\sigma (k)}}
によって定義する、ただし和は k 個の元の上の置換群を渡って取られる。fk は交代形式なのでそれは一意的な線型写像 ⋀k(V) → Cℓ(V, Q) を誘導する。これらの写像の直和は ⋀(V) と Cℓ(V, Q) の間の線型写像を与える。この写像は線型同型であることを示すことができ、それは自然である。
関係を見るより洗練された方法は Cℓ(V, Q) 上フィルトレーションを構成することである。テンソル代数 T(V) は自然なフィルトレーションを持つことを思い出そう： F0 ⊂ F1 ⊂ F2 ⊂ ⋯、ただし Fk は k-階以下のテンソルの和を含む。これをクリフォード代数に射影することで Cℓ(V, Q) 上のフィルトレーションが得られる。伴う次数代数
{\displaystyle \operatorname {Gr} \nolimits _{F}C\ell (V,Q)=\bigoplus _{k}F^{k}/F^{k-1}}
は自然に外積代数 ⋀(V) に同型である。フィルター代数の伴う次数代数は（すべての k に対してFk のコンポーネントを Fk+1 の中に選ぶことによって）つねにフィルターベクトル空間としてフィルター代数に同型であるから、これは任意の標数において、2 でさえも、（自然なものではないが）同型を提供する。

### 次数付け
以降では標数は 2 でないとする。
クリフォード代数は Z2-次数代数（超代数としても知られている）である。実際、v ↦ −v によって定義される V 上の線型写像（原点を通る反射）は二次形式 Q を保存ししたがってクリフォード代数の普遍性によって代数自己同型
α: Cℓ(V, Q) → Cℓ(V, Q)
に拡張する。α は対合（すなわち自乗すると恒等関数になる）であるから、Cℓ(V, Q) を α の正と負の固有空間に分解できる
{\displaystyle C\ell (V,Q)=C\ell ^{0}(V,Q)\oplus C\ell ^{1}(V,Q)}
ただし Cℓi(V, Q) ≔ {x ∈ Cℓ(V, Q)  |  α(x) = (−1)ix}。α は自己同型であるから
{\displaystyle C\ell ^{\,i}(V,Q)C\ell ^{\,j}(V,Q)=C\ell ^{\,i+j}(V,Q)}
が従う、ただし右上の添え字は modulo 2 で読まれる。これは Cℓ(V, Q) に Z2-次数代数の構造を与える。部分空間 Cℓ0(V, Q) は Cℓ(V, Q) の部分代数をなし、偶部分代数 (even subalgebra) と呼ばれる。部分空間 Cℓ1(V, Q) は Cℓ(V, Q) の奇成分 (odd part) と呼ばれる（部分代数ではない）。この Z2-次数付けはクリフォード代数の解析と応用において重要な役割を果たす。自己同型 α は主対合 (main involution) あるいは次数付き対合 (grade involution) と呼ばれる。この Z2-次数付けにおいて pure な元は単に even あるいは odd と呼ばれる。
注意標数が 2 でなければ Cℓ(V, Q) の基礎ベクトル空間は N-次数付けと Z-次数付けを外積代数 ⋀(V) の基礎ベクトル空間との自然な同型から受け継ぐ。しかしながら、これはベクトル空間の次数付けでしかないことに注意することは重要である。つまり、クリフォード乗法は N-次数付けや Z-次数付けをリスペクトせず、Z2-次数付けだけなのである： 例えば Q(v) ≠ 0 であれば v ∈ Cℓ1(V, Q) だが v2 ∈ Cℓ0(V, Q) であって Cℓ2(V, Q) に入らない。幸運なことに、次数付けは自然な方法で関係している： Z2 ≅N/2N≅ Z/2Z。さらに、クリフォード代数は Z-filteredである： Cℓ≤i(V, Q) ⋅ Cℓ≤j(V, Q) ⊂ Cℓ≤i+j(V, Q)。クリフォード数の次数 (degree) は通常 N-次数付けにおける次数のことである。
クリフォード代数の偶部分代数 Cℓ0(V, Q) はそれある自身クリフォード代数に同型であるV がノルム Q(a) の部分空間 U のベクトル a の直交直和であれば、Cℓ0(V, Q) は Cℓ(U, −Q(a)Q) に同型である、ただし −Q(a)Q は U に制限され −Q(a) を掛けた形式 Q である。特に実数体上これは次を意味する
{\displaystyle C\ell _{p,q}^{0}(\mathbf {R} )\cong C\ell _{p,q-1}(\mathbf {R} )\quad (q>0),}
{\displaystyle C\ell _{p,q}^{0}(\mathbf {R} )\cong C\ell _{q,p-1}(\mathbf {R} )\quad (p>0)}
負定値の場合にはこれは包含 Cℓ0,n−1(R) ⊂ Cℓ0,n(R) を与え、列を拡張する
R ⊂ C ⊂ H ⊂ H ⊕ H ⊂ ⋯;
同様に、複素の場合には、Cℓn(C) の偶部分代数は Cℓn−1(C) に同型であることを示せる。

### 反自己同型写像
自己同型 α に加えて、クリフォード代数の解析において重要な役割を果たす 2 つの反自己同型が存在する。テンソル代数 T(V) はすべての積の順序を逆にする反自己同型とともに来ることを思い出そう：
{\displaystyle v_{1}\otimes v_{2}\otimes \cdots \otimes v_{k}\mapsto v_{k}\otimes \cdots \otimes v_{2}\otimes v_{1}.}
イデアル IQ はこの反転の下で不変なので、この演算は Cℓ(V, Q) の反自己同型に降り、転置 (transpose) あるいは反転 (reversal) 演算と呼ばれ、tx によって表記される。この反転は反自己同型である： t(xy) = ty tx。転置演算は Z2-次数付けを全く使わないので2つ目の反自己同型を α と転置を合成することによって定義する。この演算をクリフォード共役 (Clifford conjugation) と呼び x と表記する
{\displaystyle {\bar {x}}=\alpha (^{t}\!x)={}^{t}\!(\alpha (x)).}
2 つの反自己同型のうち転置はより基本的である。
これらの演算は全て対合であることに注意しよう。それらは Z-次数付けにおいて pure な元上 ±1 として作用することを示すことができる。実際、すべての 3 つの演算は次数 modulo 4 にしか依らない。つまり、x が pure で次数 k であれば、
{\displaystyle \alpha (x)=\pm x\qquad {}^{t}\!x=\pm x\qquad {\bar {x}}=\pm x}
ただし符号は以下の表によって与えられる：
| k mod 4                    | 0 | 1 | 2 | 3 |              |
| -------------------------- | - | - | - | - | ------------ |
| {\displaystyle \alpha (x)} | + | − | + | − | (−1)k        |
| {\displaystyle {}^{t}\!x}  | + | + | − | − | (−1)k(k−1)/2 |
| {\displaystyle {\bar {x}}} | + | − | − | + | (−1)k(k+1)/2 |

### クリフォードスカラー積
標数が 2 でないとき、V 上の二次形式 Q は Cℓ(V, Q) のすべての上の二次形式に拡張することができる（これも Q によって表記する）。1 つのそのような拡張の基底に依存しない定義は
{\displaystyle Q(x)=\langle {}^{t}\!xx\rangle }
ただし {\displaystyle \langle a\rangle } は a のスカラー部分（Z-次数付けにおいて次数 0 の部分）を表記する。
{\displaystyle Q(v_{1}v_{2}\cdots v_{k})=Q(v_{1})Q(v_{2})\cdots Q(v_{k})}
を示すことができる、ただし vi は V の元である – この恒等式は Cℓ(V, Q) の任意の元に対しては正しく「ない」。
Cℓ(V, Q) 上の伴う対称双線型形式は
{\displaystyle \langle x,y\rangle =\langle {}^{t}\!xy\rangle }
によって与えられる。これは V に制限されたときにもとの双線型形式に戻ることを確認できる。 Cℓ(V, Q) のすべての上の双線型形式が非退化であることとそれが V 上非退化であることは同値である。
転置はこの内積に関して左/右クリフォード乗法の随伴であることを証明するのは難しくない。つまり、
{\displaystyle \langle ax,y\rangle =\langle x,{}^{t}\!ay\rangle ,}
および
{\displaystyle \langle xa,y\rangle =\langle x,y{}^{t}\!a\rangle .}

## クリフォード代数の構造
この節ではベクトル空間 V の次元は有限であり Q の双線型形式は非特異であると仮定する。K 上の中心単純代数は中心が K の（有限次元）可除代数上の行列代数である。例えば、実数体上の中心単純代数は実数体あるいは四元数体上の行列代数である。
- V の次元が偶数であれば Cℓ(V, Q) は K 上の中心単純代数である。
- V の次元が偶数であれば Cℓ0(V, Q) は K の二次拡大上の中心単純代数であるかまたは K 上の 2 つの同型な中心単純代数の和である。
- V の次元が奇数であれば Cℓ(V, Q) は K の二次拡大上の中心単純代数であるかまたは K 上の 2 つの同型な中心単純代数の和である。
- V の次元が奇数であれば Cℓ0(V, Q) は K 上の中心単純代数である。

以下の結果を用いるとクリフォード代数の構造は明示的に解明される。U の次元は偶数で判別式 d の非特異双線型形式を持っているとし、V は二次形式を持つ別の空間とする。U + V のクリフォード代数は U と (−1)dim(U)/2dV のクリフォード代数のテンソル積に同型であり、後者はその二次形式に (−1)dim(U)/2d を掛けた空間 V である。これは実数体上では特に次のことを意味する
{\displaystyle C\ell _{p+2,q}(\mathbf {R} )=M_{2}(\mathbf {R} )\otimes C\ell _{q,p}(\mathbf {R} )}
{\displaystyle C\ell _{p+1,q+1}(\mathbf {R} )=M_{2}(\mathbf {R} )\otimes C\ell _{p,q}(\mathbf {R} )}
{\displaystyle C\ell _{p,q+2}(\mathbf {R} )=\mathbf {H} \otimes C\ell _{q,p}(\mathbf {R} ).}
これらの公式を用いることで実と複素のすべてのクリフォード代数の構造が導かれる。クリフォード代数の分類を見よ。
とりわけ、クリフォード代数の森田同値類（その表現論： それ上の加群の圏の同値類）は符号 (p − q) mod 8 のみに依っている。これはボットの周期性の代数的な形である。

## クリフォード群
クリフォード群のクラスはルドルフ・リプシッツ (Rudolf Lipschitz) によって発見された。
このセクションにおいて V は有限次元で二次形式 Q は非退化であると仮定する。
クリフォード代数の元へのその可逆元の群による作用はひねられた共軛 (twisted conjugation) の言葉によって定義できる。x は y ↦ xyα(x)−1 と写す、ただし α は上で定義された main involution、による twisted conjugation。
クリフォード群 Γ はこの作用の下でベクトルを安定化する (stabilize vectors) 可逆元 x の集合として定義される。これが意味するのは V のすべての v に対して：
{\displaystyle xv\alpha (x)^{-1}\in V.}
この公式はまたノルム Q を保つベクトル空間 V 上のクリフォード群の作用を定義し、従ってクリフォード群から直交群への準同型を与える。クリフォード群はノルムが 0 でない V のすべての元 r を含み、これらは v を v − 2⟨v,r⟩r/Q(r) に持っていく対応する鏡映によって V 上作用する。（標数 2 においてこれらは鏡映ではなく「直交移換」(orthogonal transvection) と呼ばれる。）
クリフォード群 Γ は2 つの部分集合 Γ0 と Γ1 の非交和である、ただし Γi は次数 i の元の部分集合である。部分集合 Γ0 は Γ において指数 2 の部分群である。
V が正定値（あるいは負定値）二次形式を持った有限次元実ベクトル空間であればクリフォード群は（カルタン・デュドネの定理によって）その形式に関して V の直交群に全射し核は体 K の 0 でない元からなる。これは次の完全列を導く
{\displaystyle 1\to K^{*}\to \Gamma \to \operatorname {O} _{V}(K)\to 1,}
{\displaystyle 1\to K^{*}\to \Gamma ^{0}\to \operatorname {SO} _{V}(K)\to 1.}
他の体上あるいは不定値形式では、写像は一般には全射ではなく、失敗はスピノルノルムによってとらえられる。

### スピノルノルム
任意の標数において、スピノルノルム Q はクリフォード群上
{\displaystyle Q(x)={}^{t}\!xx.\,}
によって定義される。それはクリフォード群から K の非零元の群 K* への準同型である。それは V をクリフォード代数の部分空間と同一視したときに V の二次形式 Q と一致する。著者によってはスピノルノルムの定義が僅かに異なり、ここでのものとは Γ1 上 −1, 2, あるいは −2 の因子によって異なる。違いは標数が 2 でなければそれほど重要ではない。
K の 0 でない元は体 K の非零元の平方の群 K*2 にスピノルノルムを持つ。なので V が有限次元で非特異なとき V の直交群から群 K*/K*2 への誘導写像を得、これもまたスピノルノルムと呼ばれる。ベクトル r の鏡映のスピノルノルムは K*/K*2 において像 Q(r) を持ち、この性質は直交群上それを一意的に定義する。これは次の完全列を与える：
{\displaystyle 1\to \{\pm 1\}\to \operatorname {Pin} _{V}(K)\to \operatorname {O} _{V}(K)\to K^{*}/K^{*2},}
{\displaystyle 1\to \{\pm 1\}\to \operatorname {Spin} _{V}(K)\to \operatorname {SO} _{V}(K)\to K^{*}/K^{*2}.}
標数 2 においては群 {±1} はただ 1 つの元を持つことに注意せよ。
代数群のガロワコホモロジーの視点から、スピノルノルムはコホモロジーの連結準同型である。1 の平方根の代数群（標数が 2 でない体上それは大雑把には自明なガロワ作用を持った 2 元群と同じである）を μ2 と書くと、短完全列
{\displaystyle 1\to \mu _{2}\rightarrow \mathrm {Pin} _{V}\rightarrow \mathrm {O} _{V}\rightarrow 1\,}
はコホモロジーの長完全列を生み出し、それは
{\displaystyle 1\to H^{0}(\mu _{2};K)\to H^{0}(\mathrm {Pin} _{V};K)\to H^{0}(\mathrm {O} _{V};K)\to H^{1}(\mu _{2};K)\,}
で始まる。K に係数を持つ代数群の 0 次ガロワコホモロジー群は単に K-値点の群である： H0(G; K) = G(K)、および H1(μ2; K) ≅ K*/K*2, よって前の列を復元する：
{\displaystyle 1\to \{\pm 1\}\to \operatorname {Pin} _{V}(K)\to \operatorname {O} _{V}(K)\to K^{*}/K^{*2},\,}
ただしスピノルノルムは連結準同型 H0(OV; K) → H1(μ2; K) である。

## スピン群とピン群
本節において V は有限次元でありその双線型形式は非特異であると仮定する。（K が標数 2 であればこれは V の次元が偶数であることを含む。）
ピン群 PinV(K) はスピノルノルム ±1 の元のクリフォード群 Γ の部分群であり、同様にスピン群 SpinV(K) は PinV(K) においてディクソン不変量 0 の元の部分群である。標数が 2 でないとき、これらは行列式 1 の元である。スピン群は通常ピン群において指数 2 を持つ。
クリフォード群から直交群への全射準同型が存在することを直前のセクションから思い出そう。特殊直交群を Γ0 の像として定義する。K の標数が 2 でなければこれは単に直交群の行列式 1 の元の群である。K の標数が 2 であれば、直交群のすべての元は行列式 1 をもち、特殊直交群はディクソン不変量 0 の元の集合である。
ピン群から直交群への準同型が存在する。像はスピノルノルム 1 ∈ K*/K*2 の元からなる。核は元 +1 と −1 からなり、K の標数が 2 でなければ位数 2 をもつ。同様にスピン群から V の特殊直交群への準同型が存在する。
V が実数上正あるいは負定値空間である共通の場合において、スピン群は特殊直交群の上へと写り V の次元が少なくとも 3 であれば単連結である。さらにこの準同型の核は 1 と −1 からなる。なのでこの場合スピン群 Spin(n) は SO(n) の二重被覆である。しかしながら、スピン群の単連結性は一般には正しくないことに注意してください： V がともに 2 以上の p, q に対して Rp,q であればスピン群は単連結ではない。この場合代数群 Spinp,q は代数群として単連結である。その実数値点の群 Spinp,q(R) は単連結でないにもかかわらず。これはかなり微妙な点であり、少なくとも 1 冊のスピン群についての標準的な本の著者をすっかり混乱させた。

## スピノル
クリフォード代数 Cℓp,q(C) で p + q = 2n と偶数になるものは 2n 次元の複素表現を持つ行列代数である。群 Pinp,q(R) に制限することにより同じ次元の Pin 群の複素表現を得、これはスピン表現と呼ばれる。これをスピン群 Spinp,q(R) に制限すれば次元  2n−1 の 2 つの半スピン表現（あるいはワイル表現）の和として分解する。
p + q = 2n + 1 と奇数になればクリフォード代数 Cℓp,q(C) はそれぞれが 2n 次元の表現を持っているような 2 つの行列代数の和であり、これらもまた両方ともピン群 Pinp,q(R) の表現である。スピン群 Spinp,q(R) への制限上これらは同型になり、したがってスピン群は次元 2n の複素スピノル表現を持つ。
より一般に、任意の体上のスピノル群とピン群は正確な構造が対応するクリフォード代数の構造に依存する同様の表現を持つ：クリフォード代数がある可除代数上の行列代数である因子を持つときにはいつでもその可除代数上のピンとスピン群の対応する表現を得る。例えば実数体上の場合についてはスピノールの記事を見よ。

### 実スピノル
実スピン表現を記述するために、スピン群がクリフォード代数の中にどのようにあるかを知らなければならない。ピン群 Pinp,q は単位ベクトルの積として書ける Cℓp,q の可逆元の集合である：
{\displaystyle \operatorname {Pin} \nolimits _{p,q}:=\{v_{1}v_{2}\dots v_{r}\mid \forall i\,\|v_{i}\|=\pm 1\}.}
クリフォード代数の上の具体的な実現と比べて、ピン群は任意にたくさんの鏡映の積に対応する： それは全直交群 O(p, q) の被覆である。スピン群は単位ベクトルの偶数個の積であるような Pinp,q の元からなる。したがってカルタン・デュドネの定理によって Spin は固有回転の群 SO(p, q) の被覆である。
α: Cℓ → Cℓ を pure ベクトルに作用する写像 v ↦ −v によって与えられる自己同型とする。すると特に Spinp,q は元が α によって固定される Pinp,q の部分群である。
{\displaystyle C\ell _{p,q}^{0}=\{x\in C\ell _{p,q}\mid \alpha (x)=x\}}
とする。（これらは Cℓp,q においてちょうど偶数次の元である。）するとスピン群は Cℓ 0
p,q  の中にある。
Cℓp,q の既約表現はピン群の表現を与えるために制限する。逆に、ピン群は単位ベクトルで生成されるから、その既約表現のすべてはこのようにして誘導される。したがって 2 つの表現は一致する。同じ理由のため、スピンの既約表現は Cℓ p,q
0  の既約表現と一致する。
ピン表現を分類するためには、クリフォード代数の分類にアピールするだけでよい。（偶部分代数の表現である）スピン表現を見つけるためには、まず次の同型のいずれかを利用できる（上記参照）
Cℓ 0
p,q  ≈ Cℓp,q−1 (for q > 0);
Cℓ 0
p,q  ≈ Cℓq,p−1 (for p > 0).
そして符号 (p, q − 1) あるいは (q, p − 1) におけるピン表現として符号 (p, q) におけるスピン表現を実現できる。

## 応用

### 微分幾何学
外積代数の主要な応用の一つは微分幾何学にありそこではそれが滑らかな多様体上の微分形式のファイバー束を定義するために使われる。（擬）リーマン多様体の場合には、接空間は計量によって誘導される自然な二次形式を持つ。したがって、外束とのアナロジーでクリフォード束を定義できる。これはリーマン幾何学においてたくさんの重要な応用を持つ。おそらくより重要なのはスピン多様体、その付随するスピノル束そして spinc 多様体へのつながりであろう。

### 物理学
クリフォード代数は物理学においてたくさんの重要な応用を持つ。物理学者は通常クリフォード代数を次の性質を持つディラック行列と呼ばれる行列 γ0, …, γ3 によって生成された基底を持つ代数と考える。
{\displaystyle \gamma _{i}\gamma _{j}+\gamma _{j}\gamma _{i}=2\eta _{ij}}
ただし η は符号 (1, 3) の二次形式の行列である。これらはちょうど（重要でない因子 2 を除いて）クリフォード代数 Cℓ1,3(R) の定義関係式であり、その複素化は Cℓ1,3(R)C でありこれはクリフォード代数の分類によって複素 4次行列の代数に同型である。
ディラック行列は最初ポール・ディラックによって、電子に対する相対論の一階波動方程式を書き、クリフォード代数から複素行列への明示的な同型を与えようとしていた時に、書き下された。結果はディラック方程式を定義しディラック作用素を導入するために用いられた。クリフォード代数全体はディラック場双線型の形式の場の量子論において現れる。
量子論を記述するためのクリフォード代数の使用は中でも Mario Schönbergによって、geometric calculus の言葉では David Hestenes と Basil Hiley と hierarchy of Clifford algebras の共同研究者によって、そして Elio Conte et al.によって進められてきた。

### コンピュータビジョン
最近、クリフォード代数はコンピュータビジョンにおける action recognition と分類の問題において応用されている。Rodriguez et al. は伝統的な MACH ﬁlters を video (3D spatiotemporal volume) とオプティカルフローのようなベクトル値データに一般化するクリフォード埋め込みを提案する。ベクトル値データは Clifford Fourier Transform を用いて解析される。これらのベクトルに基づいてアクションフィルターはクリフォードフーリエドメインにおいてシンセサイズされアクションの認識は Clifford Correlation を用いて実行される。著者は古典的特徴フィルムとスポーツ報道テレビにおいて典型的に実行されるアクションを認識することによってクリフォード埋め込みの有効性を説明する。